# トモちゃんはすごいブス
『トモちゃんはすごいブス』は、森下裕美による日本の漫画作品。『漫画アクション』（双葉社）において2010年21号から2013年12号まで連載された。

## あらすじ
大阪で暮らす20歳の女性、河口チコは唯一の肉親である父親を亡くし、突如天涯孤独となってしまった。葬儀終了後、飼っていた犬は知人の少女に連れて行かれ、葬儀を手伝ってくれた隣人の中年女性から金の無心をされたチコは全財産を隣人に渡すと話した後に「お金が無くなったら死ぬつもりだ」と言う程、生きていくことに無気力であった。
精神的・肉体的に疲れ果てたチコが翌朝目覚めると、家の中に奇妙な女の姿があった。女はトモちゃんと名乗り、携帯サイトで知り合ったというチコの父親から「友達のいない娘の為にうちに来てほしい」と言われたと言い張り、一緒に住むことになってしまう。13歳の頃から不登校・ひきこもり状態となり学歴も一般常識もないチコと、謎の女トモちゃんの奇妙な共同生活が始まる。

## 登場人物
河口千子（かわぐち チコ）
主人公。通称チコ。20歳。
大阪で父と犬（りゅうのすけ）と暮らしていたが、父の急死で突如天涯孤独の身となる(りゅうのすけは知人の少女・ほなみちゃんに預けた)。対人関係が苦手で、要領が悪い性格から中学１年頃から不登校・ひきこもりであり、働いたこともなく友人もおらず父と犬以外とはまともに会話もしない日々を送っていたが、トモちゃんと共同生活を送ることで様々な出会いを経験していく。生きることに対して非常に無気力であったが、トモちゃんに金の管理を任せるよう言われ反抗した際は「死にたいといいながらメチャクチャ執着している」と叱咤される。
父親から暴力を受けている女性にきわどい風俗の仕事を紹介した車谷に対し「彼女がかわいそうだと思わないのか？」と抗議するなど正義感が強い面もある。好物はコーラ。なお、終盤での名字は「川口」表記である。
白鳥朋美（しらとり ともみ）
通称トモちゃん。栃木出身の26歳。一度見たら忘れられない程の容姿である。
チコの父の知人(彼女曰く「携帯のサイトで知り合った」)を名乗り、突如チコの元に現れて同居する事になった謎の女性。チコの家に来る以前はどのような生活をしていたのかは不明で、チコがこっそり彼女の所持品を見た際は、財布に入っているのは白鳥朋美名義のポイントカードのみだった。
非常にバイタリティのある性格でチコを叱咤激励し、共にアルバイトを始める。また料理が得意で食事の支度もしている。中学1年次から不登校で一般常識の乏しいチコに対し、毎朝朝食時に「トモちゃんの早朝クイズ」という一般常識クイズを出している。太めな体型で肉料理が好き。
本名は山田友美。新生児の頃に駅のコインロッカーに放置されていた、所謂コインロッカーベイビーで、施設育ち。チコと出会う前までは栃木で介護士として働いていたが、老人ホームで起こったとある不慮の事故が彼女の人生を大きく揺るがすこととなる。
車谷祥吾（くるまたに しょうご）
女性に水商売・風俗系の仕事を紹介するボランティアをしている青年。18歳の浪人生。
酒に弱い。一見、真面目そうな印象だが盗聴・盗撮マニア。実家は「車谷電気」という電気店を営んでおり、黒門市場沿いに立つ祖父の所有しているビルの一角を、勉強部屋という名目で風俗斡旋事務所の拠点として使用している。生粋の大阪人にもかかわらず「思考と言語が一致しない」という理由で標準語で話すが、これは幼少時のとある出来事が大きく影響しており、それまでは問題なく大阪弁で会話をしていた。
甲賀（こうが）アントニオ
「何でも屋」として風俗嬢の送迎を担う青年。21歳。本業は料理人。
兄と２人で外国の料理店で働くのが夢。非常に無愛想だが真面目な性格。口より手が先に出るタイプで、当初は態度のなっていないチコに頻繁に暴力を振るうなどしていたが、チコが仕事を重ねるうちに想いを寄せ合うようになる。名前は外国人風であるが、純日本人である。
幼少時は母親と母の恋人から凄惨な虐待を受け続けていた。
甲賀（こうが）アンソニー
アントニオの異父兄。アントニオと同じく料理人で、神戸のイタリア料理店でコックとして働いている。
幼少時に母親とその恋人から現在も大きな傷跡が残るほどの虐待を受けており、アントニオと共に命からがら生き延びた過去を持つ。人当たりが良く大変穏やかな性格だが、アントニオに対する支配欲・独占欲が非常に強い。
幼少時の凄惨な体験の影響でDV癖を抱えており、ふとしたきっかけで豹変する。
アントニオ、アンソニーの母
甲賀アントニオ、アンソニーの母親。
典型的なネグレクトであり、短期間のうちに変わる恋人と共に子供達を虐待していた。アンソニーは定期的に彼女に会いにいっているが、現在も変わらず頻繁に恋人が変わる模様で、アンソニーが訪ねた際は幼い連れ子のいる男性と暮らしていた。
姜潤由（カンジュンユ）
車谷の親友で姜の息子。18歳。
6歳の頃、祖母の見舞いに来た車谷と知り合って以来、家族ぐるみで親しくしている。中性的な容姿の美男子で、車谷曰く「一目見て心奪われなかったヤツはいない」。幼いころから病気がちで学校にもほとんど通ったことがなく、18歳になった現在でもほぼ寝たきりの入院生活を送っている。車谷はそんな彼の為に、盗撮動画を送信したり、チコを彼の元へ送ったりしていた。
姜（カン）アザミ
チコとトモちゃんのビル清掃仲間でジュンユの母。38歳。
病弱なジュンユを女手一つで育ててきた。車谷家所有のマンションに住んでおり、仕事を探しているチコとトモちゃんに車谷を紹介した。自身も車谷に紹介されて風俗業に携わっていた。
日比陽介（ひび ようすけ）
車谷電気のビルで歯医者を営む若き歯科医。29歳。
容姿端麗で温和且つ非常に生真面目な性格であり腕の評判もよく、非の打ちどころのない男性だが、誰にも言えない性的嗜好の持ち主である。その陰には慕っていた従姉に関わる出来事が大きく影響している。
トモちゃんは彼とチコちゃんを近づけるように仕向けていたが、次第にトモちゃんと惹かれあうようになる。
テルヨ
陽介の妹で歯科助手。
ヒカリ
陽介、テルヨの妹。歯科助手。
トモちゃんと同じような体型。幼稚園児のような外見だが、陽介の回想から23歳前後であるとうかがえる。
沙月
陽介、テルヨ、ヒカリの従姉。
陽介は彼女を姉のように慕っていた。16歳で老人と思われる男性と政略結婚させられるが、結婚の半年後に船舶事故で死亡する。彼女の存在が陽介の人生に大きな影響を及ぼしている。
鯛造耕一（たいつくり こういち）
通称タイゾウ。トモちゃんと陽介がひょんなことから知り合った、小柄で太めで小心者のタクシー運転手。26歳。彼女いない歴も26年である。
ミミ
車谷に仕事を斡旋してもらって働く風俗嬢。コスプレ専門のオタク。
母親に虐待されていた過去の影響で醜形恐怖症であり、容姿を褒められないとパニック発作を起こしてしまう。
1年後にはアンソニーと結婚、妊娠している。
リカ
チコとトモちゃんがバイトに出向いたキャットファイトイベントで知り合った女性。19歳。
バツイチのシングルマザー。別れた夫からはDVを受けていた。
元々は柔道の有力選手だったが、試合中のケガで柔道の道を絶たれる。
サチエ
チコとトモちゃんがバイトに出向いたキャットファイトイベントで知り合った女性。
学生時代はずっといじめられており、一度ケンカで勝ちたいという理由でイベントに参加しているが、28戦中28敗という成績である。
小柄で幼く地味な外見だが25歳。本業は看護師であり、入院したジュンユの担当となる。
ミズキ
チコとトモちゃんが清掃のバイトをしていたビルにて、デッサンの授業に参加していたプロのヌードモデル。
身なりを気にしていないチコに服やバッグをくれる。美女だが、描写からレズビアンであると思われる。
リュウコ
車谷に風俗の仕事を斡旋してもらっている女性。M体質でS気質。
車谷に気があり、差し入れのクッキーに媚薬を入れるほどの執着心を見せる。
車谷慶一郎（くるまたに けいいちろう）
車谷の父。車谷電気店を営む。
アザミ、ジュンユ母子に非常に親身にしている。
車谷の母
車谷電気で働いている。
慶一郎同様アザミ、ジュンユ親子を常に気にかけている。
車谷の祖父
車谷電気で働いている。
ビルのオーナーであり、目についた家電を何でも車谷に買い与えてしまう。
チコの父
故人。物語は彼の葬儀から始まる。外で酒を飲んだ際に泥酔し、ドブに頭から落ちて死亡した。
トモちゃんの知人だが、彼女と知り合ったのは携帯サイトではなく、彼女の働く老人ホームにボランティアで出向いたのがきっかけである。ボランティアの世話をしたトモちゃんに「アンタみたいな女のコがウチの娘の友だちになってくれたらなぁ」と呟く。
作中に名前は登場しないが表札から「河口健介」という名前が確認できる。
東のオバチャン
河口家の隣人の中年女性。
葬儀終了後のチコの元に「お金を貸して欲しい」とやってくる。

## 書誌情報
- 森下裕美 『トモちゃんはすごいブス』 双葉社〈アクションコミックス〉、全5巻
  1. 2011年9月28日発行（同日発売[2]）、ISBN 978-4-575-83968-5
  2. 2012年1月12日発行（同日発売[3]）、ISBN 978-4-575-84013-1
  3. 2012年6月28日発行（同日発売[4]）、ISBN 978-4-575-84091-9
  4. 2012年12月27日発行（同日発売[5]）、ISBN 978-4-575-84181-7
  5. 2013年8月10日発行（同日発売[6]）、ISBN 978-4-575-84269-2